# MAC-10衝鋒槍
MAC-10（英語：Military Armament Corporation Model 10，意為：軍事裝備公司10型，正式稱呼：M-10）是由戈登·B·英格拉姆於1964年為特種部隊設計的一系列以開放式槍栓及反沖作用原理運作的輕型冲锋枪（亦可歸類為衝鋒手槍），發射.45 ACP或9×19毫米兩種口徑的手枪子彈。
它是一款具備簡單和低成本設計的武器，因此亦很容易製造和維修。MAC-10冲锋枪（衝鋒手槍）槍族，例如其衍生型：MAC-11（M-11A1）為MAC-10的.380 ACP口徑版本；M-11/9，是由SWD（英文：Sylvia and Wayne Daniel）和Leinad所生產的一種9×19毫米口徑版本。
為了讓使用者能夠對付大量敵人，MAC-10亦有著小巧和高射速的設計（理論射速為每分鐘1,090—1,145發，MAC-11和MAC-11A1則是1,600發或以上）。但同樣地，其小巧的設計亦令其在全自動射擊時難以緊握，加上其高射速令射手要有效控制武器變得更加困難。這些問題都令其無法成功地大規模在軍隊中裝備。不過，美軍特種部隊和中央情報局曾經在越战期間少量裝備過。

## 設計細節
MAC-10設計時，全槍的零部件幾乎完全採用薄钢板以衝壓成型的方式加工製造，而槍栓則是採用精密鑄造技術生產，整體製造工藝比較簡單。
其拉機柄使用鋸齒狀的處理，轉動90度可將槍栓鎖上。這能有效杜絕槍械因墜下或因開放式槍栓的先天缺陷所導致的走火。由于結構簡單的關係，MAC-10很少發生操作上的問題，亦證明了它的設計堅固。MAC-10採用了矩形結構機匣，“Ｌ”型包絡式槍機（英語：Telescoping bolt）把槍管的大部份包裹槍機內部，並把彈匣位置改為在手槍握把內部以縮短總長度和平衡其重量分佈，從而使得該槍有著如此緊湊的尺吋。該槍的機匣左側設有旋鈕式快慢機，可在半自動和全自動兩個位置之間切換。保險裝置則設置在扳機護環裡面，具有“保險”和“開火”兩個選擇。
MAC-10採用了開放式槍栓（英語：Open bolt），因該槍栓本身較輕的原故而令其有著較高的射速。但由於其機匣過於狹小，槍栓後座距離較短，射速過高也會容易發生卡彈等故障。
槍管前端的螺旋紋可用來安裝專用的抑制器以減低發射時的聲音，而其設計特色是在沒有減低子彈的初速下達到消聲效果，而且作為平衡重心點（這種類似的衝鋒槍用消聲器的設計概念還有中華人民共和國的QCW-05）。為了節省設計新彈匣的成本，MAC-10的.45口徑型直接採用來自M3衝鋒槍的.45口徑彈匣。
英格拉姆在美国陆军少量裝備MAC-10期間得到建議，就是增加一個小型的可伸縮槍托和在槍口裝上槍背帶環以控制全自動射擊時的後座力。但在推出初期而言，該槍就被認為是理想的近戰武器。

### 消聲型
MAC-10所裝上的抑制器由亚特兰大斯朗尼公司（英語：SIONICS，意為：反叛亂分子及反顛覆業務研究）的創始人米切爾·韋貝爾三世所設計。這個消聲器的特別之處是採用了雙室式設計，第一個室設計得比第二個室更大。該消音器具備相當高效的消音效果，不過也並不是做到完全消聲，比如說槍栓組件的覆進聲本身是無法被消除的，另外要達到較卓越的消音效果必須配合亞音速彈藥使用（如.45 ACP彈）。由於安裝抑制器後槍械的重量會增加，有助平衡武器重心點，令使用者能夠更容易控制後座力。在1970年代美國聯邦政府限制消聲器的出口，並詳細地記錄每個購買抑制器的國家和其銷售點以便隨時取消其對MAC-10的訂單。不少在美國的自動武器同樣地受到附加限制，結果導致軍事裝備公司於1976年破產。原本槍口的螺紋在設計時只是預料用於安裝消聲器，然而及後眾多廠商生產了很多可以裝上螺紋的附件，例如：制退器、延伸式槍管、假消聲器和前握把等。另外，在1983—1986年，MAC-10的其餘兩間生產商SWD和Cobray亦曾經生產過單室擦片式消聲器。原本的Sionics消聲器長29.06毫米（11.44英吋），最大直径5.4毫米（2.13英吋），重0.54公斤（1.2磅）。

## 命名問題
該槍的名字“MAC-10”是普羅大眾常用的名稱，但並不是官方的命名。諷刺的是，軍事裝備公司從來未有在任何目錄或其銷售的文件上使用過“MAC-10”這個名稱，只有“M10”此名。但是因為“MAC-10”之名被許多第二類槍械編經銷商、槍械作家和收藏家所使用而變得如此頻繁，現在以“MAC-10”來標識該槍的使用頻率比“M10”更多。

## 1994年攻擊性武器禁令
可能是由於MAC-10有著“來勢洶洶”的外觀，以及自1982年開放式槍栓武器禁令以前對於開放式槍栓的不良信譽，與MAC-10的軍用版本運作方式不同的半自動民用型MAC-10也成為了1994年聯邦突擊武器禁制法案（英語：Federal Assault Weapons Ban，簡稱：AWB）的禁制對象之一。這項禁令頒布了對所謂“攻擊武器”的各種定義，當中MAC-10的民用型直接地被列入禁令之上。同時，該槍已違反了該法案的兩個條件：首先，它是一款自動火器的半自動版本；其次，手槍在空槍時，重量達到50盎司（1.42公斤，3.12磅）或以上。從上述法案的第二個條件可見，對各種手槍的重量限制為50盎司，而MAC-10的重量已經超過100.16盎司（2.84公斤）。更重要的是，涉及兩個基本問題：這款武器具有一根螺紋槍管，具備裝上抑制器的條件，以及彈匣容量為32發，遠遠超過了該禁令的限制。作為回應，韋恩·丹尼爾根據1994年聯邦突擊武器禁制法案的規定對該武器重新設計，不能再裝上消聲器，並研製了一個只能使用10發彈匣的新型彈匣釋放按鈕。新的武器被命名為PM11/9。

## 衍生型

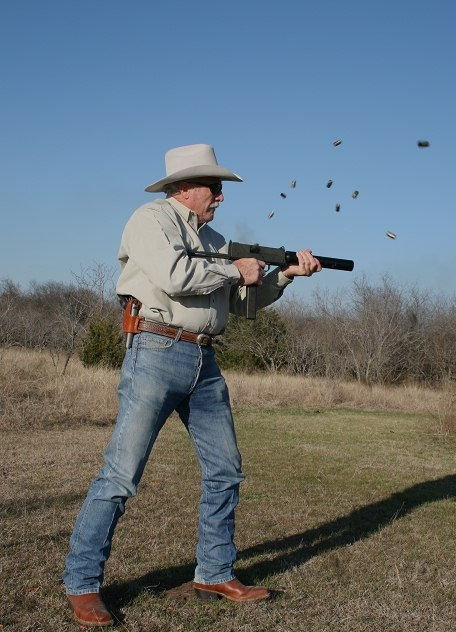
使用消聲英格拉姆MAC-10射擊的美國人邁克爾·E·坎普斯頓。

### 口徑、半自動手槍和卡賓槍型
MAC-10亦有推出卡賓槍版本，同樣發射.45 ACP彈。在美國境內，全自動的MAC-10是受到全國槍械法（簡稱：NFA）條例所管制的武器，亦是所有全自動武器之中較便宜的一種（在2009年第一季的價錢大約是3,600美元左右）。自1986年槍械擁有者保護法（英語：Firearm Owners Protection Act，簡稱：FOPA）生效前以來，這個價錢幾乎是持續的，並令MAC-10在向民間發售方面產生了一個價格上的問題。
另外還有幾千枝半自動手槍和卡賓槍是按原來的MAC-10設計而成。原本這些都是採用開放式槍栓設計，後來改為閉鎖式槍栓，這是針對美国菸酒槍炮及爆裂物管理局（英語：Bureau of Alcohol, Tobacco, Firearms and Explosives，簡稱：ATF）在1980年代初開始落實禁止半自動槍械使用開放式槍栓設計的限制所作出的回應。
名著武器（英語：Masterpiece Arms）所生產的半自動MAC-10衍生型被命名為MPA-10。它不同於原來的MAC-10，採用了閉鎖式槍栓，而非原版MAC-10的開放式槍栓。這樣可使其比採用開放式槍栓射擊更為準確，而且半自動槍械並不需要開放式槍栓射擊時的額外冷卻。
MPA-10可以分為以下幾種版本。裝上槍托的型號有152.4毫米（6英吋）的槍管（外表上和原來的MAC-10相似），修改以後就把拉機柄改為側面，同時在上機匣頂部增加皮卡汀尼導軌以安裝瞄準鏡。其中一款型號使用長254毫米（10英吋）的槍管和類似AR-15系列風格的前護木。
名著武器還生產了其「步槍」版本，它具備長406.4毫米（16英吋）的槍管、抵肩用的槍托、以及類似AR-15系列風格的前護木，就很像10英吋槍管的版本。這些特徵令其更像一枝卡賓槍，而非純粹的一支手槍，但在設計上仍然是建基於MAC-10。
另一種衍生型在國家槍械法案（英語：National Firearms Act，簡稱：NFA）落實的槍械登記的方式中越來越流行。就像拉赫公司（英語：Lage Manufacturing）生產的低射速型MAC-10的上機匣，該衍生型被稱為“MAX”上機匣。該公司的總部設在亞利桑那州的錢德勒。“MAX”上機匣可以將射速由原來的1,145發／分鐘（.45 ACP）和1,090發／分鐘（9毫米鲁格弹）減低至大約600發／分鐘（.45 ACP）和700發／分鐘（9毫米鲁格弹）。上機匣頂部增加了皮卡汀尼導軌以便裝上瞄準裝置，護木並增加了導軌以便裝上戰術燈、雷射瞄準器和前握把，而拉機柄則由頂部改為右側。拉赫公司和實用解決公司（英語：Practical Solutions）在市場上推出了.22 LR衍生型，它使用了經過修改的上機匣、.22 LR口徑槍管、槍栓和彈匣。
實用解決方案公司（英語：Practical Solutions）目前則是銷售轉換了上機匣以將口徑縮小至.22 LR口徑的衍生型，包括裝上.22 LR的槍管、槍栓和彈匣。
阿萊恩斯裝備公司（英語：Alliance Armament）目前銷售另一種MAC-10的上機匣，特點是可以在無需修改以下直接使用索米M1931冲锋枪的36發可拆卸式彈匣、50發四排彈匣和71發彈鼓供彈。他們也開發了一個與7.62×25毫米托卡列夫口徑PPSh-41相容的口徑轉換用途上機匣。考慮到7.62毫米托卡列夫手槍子彈具有低成本和威力大的優點，該零件在市場上或許會變得很受歡迎，尤其是在衝鋒槍競賽（英語：Submachine gun competition）之中。
MAC-10系列及其可用零件除了由原廠軍事裝備公司生產外，後來的RPB公司、Cobray公司、新澤西軍火廠（英語：Jersey Arms Works）、名著武器、第五部門火器、和Powder Springs亦有生產。

### MAC-11
MAC-11是MAC-10的.380 ACP口徑版本。

### 外國仿製及衍生型

#### BXP衝鋒槍
BXP是一款由南非米切姆公司（英語：Mechem，目前是丹尼爾公司的其中一個部門，原來屬於阿姆斯科（英語：Armscor））於1980年代中期研製並於1988年開始投入生產的冲锋枪，發射9×19公釐帕拉貝倫手枪子彈。由於南非种族隔离政策，導致南非受到國際武器禁運制裁，南非被迫在軍事工業上自給自足。這款武器是為南非國防軍設計。該槍的生產權經歷過數次的轉移，由最初的米切姆公司交給米爾科姆（控股）有限公司生產，後來又交給目前的生產商，特維洛軍械生產有限公司（以2009年為準）。

#### 眼鏡蛇衝鋒槍
眼鏡蛇土地保衛手槍（英語：Cobra Land Defence Pistol）是一款起源於羅德西亞叢林戰爭年代的半自動連槍托手槍，作為白人農民的“土地保衛手槍”，該槍發射9×19公釐帕拉貝倫彈，其部份設計是以烏茲衝鋒槍為基礎。

#### 帕特里亞衝鋒槍
帕特里亞衝鋒槍（西班牙語：Pistola Ametralladora Patria；Pistola，意為：槍械；Ametralladora，意為：機槍；Patria，意為：祖國）是一款仿製英格拉姆MAC-10的衝鋒槍，它並配備類似南非BXP衝鋒槍的槍管隔熱罩和延伸槍管。這款衝鋒槍是由阿根廷空軍路易斯·里卡多·達維拉少校研製，並在1980年8月20日得到國家專利n° 220494/5/6/7。它發射9×19公釐帕拉貝倫彈，同時有著體積小方便運輸，以及能夠左右手靈巧操作的優點。

#### Enarm衝鋒槍
Enarm衝鋒槍是一款巴西原產的衝鋒槍，以烏茲和MAC-10等武器為基礎，發射9×19公釐帕拉貝倫彈，而且配置了前握把。雖然這款衝鋒槍在試驗中表現良好，但是最終仍因經濟問題而停產。

#### T77衝鋒槍
T77衝鋒槍是中華民國聯勤205兵工廠以MAC-10為藍本開發的9公釐口徑衝鋒槍，由於T-77極為輕巧，故適合東方人使用。

## 使用國
| 國家         | 組織名稱                                                                      | 型號  |
| ------------ | ----------------------------------------------------------------------------- | ----- |
| 阿根廷       | -                                                                             | _     |
| 玻利维亚     | [ 3 ]                                                                         | _     |
| 巴西         | _                                                                             | _     |
| 智利         | [ 14 ]                                                                        | _     |
|              | _                                                                             | _     |
| 哥伦比亚     | [ 3 ] [ 14 ]                                                                  | _     |
| 古巴         | _                                                                             | _     |
|              | [ 14 ]                                                                        | _     |
| 法國         | -                                                                             | _     |
| 希腊         | [ 3 ]                                                                         | _     |
|              | [ 3 ]                                                                         | _     |
|              | [ 3 ]                                                                         | _     |
| 伊朗         | 國家情報與安全部                                                              | _     |
| 以色列       | [ 3 ]                                                                         | _     |
| 牙买加       | -                                                                             | _     |
| 约旦         | 警察單位                                                                      | _     |
| 黎巴嫩       | 警察單位                                                                      | _     |
| 利比里亚     | -                                                                             | _     |
| 马来西亚     | 馬來西亞皇家警察特別行動指揮部                                                | _     |
| 墨西哥       | 警察單位                                                                      | _     |
| 摩洛哥       | -                                                                             | _     |
| 荷蘭         | -                                                                             | _     |
| 阿曼         | -                                                                             | _     |
| 巴拿马       | 巴拿馬國防軍                                                                  | _     |
| 菲律賓       | 特別警衛                                                                      | _     |
| 波蘭         | -                                                                             | _     |
| 葡萄牙       | 警察單位                                                                      | TTCM  |
| 沙烏地阿拉伯 | [ 14 ]                                                                        | _     |
|              | 大韓民國國軍特種部隊                                                          | _     |
| 西班牙       | 警察單位                                                                      | _     |
| 中華民國     | 臺灣警備總司令部（解編為後備司令部與海巡署後已普遍被HK MP5及T77衝鋒槍所取代） | A1/A3 |
| 泰國         | 特警單位                                                                      | A1    |
| 英国         | 英國陸軍（已被HK MP5所取代）                                                  | _     |
| 英国         | 英國陸軍第14情報連                                                            | _     |
| 英国         | 英國皇家海軍舟艇特勤團（已被HK MP5所取代）                                    | _     |
| 美国         | 美國海軍海豹部隊（自越戰期間用至1980年代）                                    | _     |
| 美国         | 美國陸軍長距離偵察巡邏部隊（越戰期間採用）                                    | _     |
| 美国         | 美國空軍                                                                      | _     |
| 美国         | 中央情報局                                                                    | _     |
| 美国         | 部份地方警察局（已被HK MP5及其他衝鋒槍所取代）                                | _     |
| 乌拉圭       | 保鏢單位                                                                      | _     |
| 委內瑞拉     | [ 3 ]                                                                         | _     |

## 流行文化
MAC-10同時出現在多個电影（尤其是荷里活電影）、电视剧、电脑游戏和动画裡，例如：

### 电影
- 1973年—：由坎南迦的手下所使用。
- 1979年—：裝上廷長槍管並且由大鋼牙（Jaws，李察·基路飾演）所使用。
- 1981年—：裝上抑制器及光学瞄准镜，由S.D.巴布·「大蛇」·普利斯金（S.D. Bob「Snake」Plissken，寇特·羅素飾演）所使用。
- 1985年—：由庫克（Cooke，比爾·杜克飾演）和迪亞茲（Diaz，加里·塞萬提斯飾演）所使用。
- 1985年—《第一滴血2》：裝上抑制器，由Có Bao（朱莉婭·尼克森（英语：Julia Nickson）飾演）用在潛入敵軍陣地營救藍波。
- 1986年—：由帕托維塔的士兵用在最後的賭場大戰當中。
- 1986年—《英雄本色》：由譚成（李子雄飾演）所使用。
- 1987年—《英雄本色II》：由阿Ken（周潤發飾演）、宋子豪（狄龍飾演）、龍四（石天飾演）及大量黑幫成員所使用，會雙持。
- 1987年—：裝上改裝槍托及制退器。
- 1988年—：最初由約翰（John，特里·理查茲飾演）所使用，後來被（Jason Bourne，理察·張伯倫飾演）所奪取。
- 1989年—：裝上延長槍管並且由海勒姆·科菲（Hiram Coffey，米高·比恩飾演）所使用。
- 1989年—《黑雨》：裝上抑制器並且由佐藤浩史（松田優作飾演）所使用。
- 1989年—《哥吉拉vs碧奧蘭蒂》：在東京採集哥吉拉細胞的美国生化中隊所持有的武器。
- 1991年—：在軍火庫一幕之中出現，没被使用。
- 1992年—：移除槍托，部份裝有抑制器。由阿祖爾（雷諾·馬丁內斯飾演）和莫可的手下所使用，也被主角“流浪樂手”（卡洛斯·加拉爾多（英语：Carlos Gallardo (actor)）飾演）所搶奪。
- 1992年—《魔鬼戰將》：由攻占艦橋的恐怖分子所使用。
- 1993年—：由主角威廉·福斯特（麥克·道格拉斯飾演）在破壞電話亭時所使用。
- 1994年—：由海伦·塔斯克（Helen Tasker，潔美·李·寇蒂斯飾演）及哈里·塔斯克（Harry Tasker，阿诺·施瓦辛格飾演，雙持）所使用。
- 1994年—
- 1995年—：由紐約警探約翰·麥克連（John McClane，布斯·韋利士飾演）所使用。
- 1995年—：部份裝有抑制器，由布喬的手下所使用，也被主角“流浪樂手”（安東尼奧·班德拉斯飾演）在酒吧火拼期間所搶奪使用。
- 1998年—
- 2002年—：裝上制退器並且由（James Bond，飾演）所使用。
- 2003年—：由蘇娜（胡凯莉飾演）所使用。
- 2003年—
- 2006年—：由卡老大的手下用在影片尾聲的槍戰當中。
- 2007年—
- 2007年—：由一名車上射手所使用，裝上抑制器。
- 2009年—：在脫衣舞台槍戰中由一名黑幫成員所使用。
- 2010年—：由護士蒙娜（Mona，伊萊克特拉·艾維倫飾演）、護士麗莎（Lisa，埃莉斯·艾維倫飾演）和布斯（April Booth，琳賽·蘿涵飾演；裝上抑制器）所使用。
- 2010年—：移除槍托並且由德斯蒙德·“費爾南德斯”埃爾登（Desmond "Dez" Elden，歐文·伯克飾演）所使用。
- 2011年—《老兵（英语：The Veteran (2011 film)）》：由英國黑幫所使用。
- 2012年—《火線反擊（英语：Safe (2012 film)）》：型號為MAC-10，由華裔黑幫用在跟紐約市警察局警員槍戰當中。

### 電視劇
- 1983年—
- 1984年—《勝利大決戰》
- 1984年—
- 2000年—
- 2001年—
- 2001年—
- 2002年—
- 2003年—《铁证悬案》
- 2005年—
- 2007年—《火線警告》

### 電子遊戲
- 1996年—
- 1999年—：為.45 ACP型，Beta 5以後登場，命名為「英格拉姆 MAC-10」，裝有握帶，為恐怖份子的專屬武器，槍托長期處於收縮位置。奇怪地第一人稱視角中武器模組採用鏡像佈局（右手持槍時拋殼口在左邊），而且使用閉鎖式槍栓（英语：Closed bolt）。
- 2004年—：為.45 ACP型，裝有握帶，把1.6版本中錯誤使用的閉鎖式槍栓（英语：Closed bolt）修正為開放式槍栓（但在玩家角色將槍機拉柄拉向後方以後拋殼口仍然處於閉鎖狀態），但第一人稱視角中的武器模組模組仍然採用鏡像佈局（右手持槍時拋殼口在左邊）。命名為「英格拉姆 MAC-10」，為恐怖份子的專屬武器，槍托長期處於收縮位置。
- 2004年—：為.45 ACP型，裝有握帶，把1.6版本中錯誤使用的閉鎖式槍栓（英语：Closed bolt）修正為開放式槍栓，並把第一人稱視角中武器模組的拋殼口修正至右邊（左手持槍時為左邊），不再採用鏡像佈局。命名為「英格拉姆 MAC-10」，為恐怖份子的專屬武器，槍托長期處於收縮位置。
- 2007年—《Online》：為.45 ACP型，隨遊戲登場武器，裝有握帶，在遊戲中使用30發容量彈匣，命名為「英格倫 MAC-10」，以恐怖份子專屬武器登場，槍托長期處於收縮位置；在各地版本均已開放使用。由於遊戲模型繼承自CS1.6版本，因此也錯誤的使用閉鎖式槍栓運作，第一人稱視角中的武器模組也同樣採用鏡像佈局（右手持槍時拋殼口在左邊）。
- 2001年—
- 2003年—
- 2003年—：命名為「英格拉姆」，可雙持。
- 2004年—《特種部隊Online》
- 2005年—《俠盜獵車手：自由城故事》：命名為「微型衝鋒槍」。
- 2006年—《反恐24小时》：命名為「Hauser Model 10」。
- 2006年—《俠盜獵車手：罪惡城市》：命名為「微型衝鋒槍」。
- 2006年—《俠盜獵車手：罪惡城市傳奇》：裝上抑制器，命名為「微型衝鋒槍」。
- 2006年—
- 2008年—
- 2010年—：命名為「M10」，可裝上抑制器或延長槍管。
- 2007年—：命名為「迷你衝鋒槍」，雙持。
- 2007年—《穿越火線》：命名爲“MAC-10”，以副武器之姿出現並且爲GP時限武器。
- 2008年—《戰地之王》：轉蛋槍，無後備彈藥，此為副武器。
- 2008年—：命名為“MAC-10”，歸類為副武器，以30發彈匣供彈，槍托長期處於伸展位置，玩家角色使用時會以單手握持。奇怪地在第一人稱視角中的武器模組採用鏡像佈局（拋殼口在左邊）。其極快的速度在一定程度上彌補了糟糕的精確度和薄弱的火力，由敵方狙擊手和使用火箭筒的士兵所使用。
- 2009年—《殺戮空間》：2010年10月7日推出，以30發彈匣供彈，裝上抑制器。由放火者職階使用時發射燃燒子彈。
- 2009年—：命名為「消聲衝鋒槍」，以50發彈匣供彈，裝上手電筒及抑制器。
- 2010年—：命名為「M10」，40發彈匣，可由工程兵所使用。
- 2010年—：命名為「PAC 10」，裝上抑制器。
- 2012年—：命名為「M10」，有金色版本，可雙持。
- 2012年—：命名為「衝鋒槍」。
- 2012年—：型號為.45 ACP型，裝有握帶，恐怖份子專用，名稱改為「MAC-10」，槍托長期處於收縮位置。
- 2012年—《戰爭前線》：型號為MPA-10与MPA-930 DMG：
  - MPA-10命名為“MPA10SST-X”，30發彈匣供彈，改用位於左邊的重新定位拉機柄，且槍械頂部與底部均加裝戰術導軌，為工程兵專用武器，K點購買，可以改装枪口配件（通用消音器、冲锋枪消音器、冲锋枪制退器）、战术导轨配件（通用握把、冲锋枪握把、冲锋枪握把架）以及瞄准镜（EOTECH 553全息瞄准镜、绿点全息瞄准镜、红点瞄准镜、冲锋枪普通瞄准镜、冲锋枪高级瞄准镜、冲锋枪专家瞄准镜）。
  - MPA-930 DMG命名為“MPA 930DMG”，沙色涂装，以副武器之姿出现并可被所有职业使用，使用18发弹匣供彈。大师级解锁，可以改裝枪口配件（手槍消音器、手槍制退器、手槍刺刀、专用战术消音器）以及瞄准镜（EOTECH 553全息瞄准镜、绿点全息瞄准镜、红点瞄准镜、手枪瞄准镜），默认安装专用战术消音器。
- 2013年—：為.45 ACP型，隨遊戲登場武器，在遊戲中使用30發容量彈匣供彈，並裝上瞄準鏡導軌。命名為「英格倫 MAC-10」，為恐怖份子的專屬武器；在各地版本均已開放使用。
- 2013年—：命名為「Mark 10」，以40發彈匣供彈，携彈量為80發。
- 2015年—：命名為「MAC-10」，歸類為衝鋒手槍，拉機柄改為左側並且在槍管底部加裝三向導軌同時改以閉鎖式槍栓（英语：Closed bolt）運作，槍托預設處於收縮位置（使用“槍托”改裝後才會伸展出並可抑制部份槍口上揚），發射.45 ACP子彈，載彈量15+1發（可使用改裝：延長彈匣增至20+1發），最高攜彈量為64+16發（可使用改裝：延長彈匣增至105+21發；單人模式），單人模式當中則能夠由主角尼古拉斯·門多薩所使用，也普遍地由罪犯和「理想結果」（Preferred Outcomes）的承包人員所使用；玩家角色使用時會以單手握持。聯機模式中能夠由兩方專業人士（Professional）所使用，於完成小任務「第2級專業人士」（Professional Assignment 2，以狙擊步槍射殺25人和獲得5枚鏡頭代幣）時才能解鎖，預設配備抑制器和槍托。可加裝各種進階照準器（迷你、德爾塔）、附加配件（電筒、戰術燈、激光瞄準器、槍托、延長彈匣（增至20+1發））及槍口零件（槍口制退器、補償器、重槍管、抑制器、消焰器）。
- 2015年—：命名為“SMG-11”，裝上名著武器公司MPT-10SST連重新定位拉機柄和頂部導軌的上機匣，槍托長期處於伸展位置，以30發彈匣供彈但只裝填16發（奇怪地作為開放式槍栓武器仍可在膛室內多裝一發子彈，即所謂的“+1發”），由英國特种空勤团幹員所使用。707特別任務營幹員則使用另一種定製版本，“SMG-12”。
- 2016年—《重製版》：於2017年3月14日實裝，命名為「MAC-10」，只於聯機模式登場，發射9毫米魯格彈，以30發彈匣供彈，槍托長期處於伸展位置。玩家角色使用時會以單手握持。
- 2016年—《少女前線》：三星戰術人形。
- 2018年—《5》：型號為Cobray M11，命名為“SMG 11”，裝有握帶，槍托長期處於收縮位置，歸類為配槍。玩家角色使用時會以單手握持。
- 2018年—《2》：型號為MAC-10 ，但加入一部份烏茲衝鋒槍的特徵，命名為“DAK X2”。解鎖衍生型為：“DAK X2隱匿型”（英語：DAK X2 Covert，為裝上消聲器的版本，奇怪地加入一部份斯泰爾SPP的特徵）。
- 2019年—：型號為Cobray M11，以生銹武器之姿登場，裝有握帶，槍托長期處於收縮位置，歸類為配槍。玩家角色使用時會以單手握持。
- 2020年—《決勝時刻：黑色行動冷戰》：第一季新增武器。命名為“MAC-10”，奇怪地使用閉鎖式槍栓（英语：Closed bolt）。
- 2021年—《3》：同前作《刺客任務2》，並新增多款解鎖衍生型：“DAK黑色隱匿型”（英語：DAK Black Covert，裝上類似烏茲的槍托、消聲器和延長彈匣，並以追加導軌裝設前握把與紅點鏡）、“DAK金色隱匿型”（英語：DAK Gold Covert，為DAK黑色隱匿型的金色槍身版本，裝上類似烏茲的槍托、類似HK MP5SD的消聲器和延長彈匣，並以追加導軌裝設前握把）、“DAK DTI”（為DAK X2隱匿型的沙色槍身版本，裝上短消聲器和延長彈匣，並以鏡座追加紅點鏡）、“草率衝鋒槍”（英語：Slapdash SMG，為配合七宗罪DLC的懶惰主題的版本，加入了簡易槍枝的元素）。
- 2021年—《極地戰嚎6》：型號為Cobray M11 SMG，命名為“SMG 11”，槍托固定於收起狀態，歸類為隨身武器的自動手槍。3D模型為32發彈匣但奇怪的只有20發彈容，可加裝槍口抑制器、瞄具、外紅點
- 2022年—《決勝時刻：Mobile》：命名為“MAC-10”，擁有超高射速，還配有大容量彈鼓。[18]
- 2023年—《暗區突圍》：命名為「MAC-10」，可改裝及加裝槍口抑制器、瞄具、外紅點。
- 2024年—《浩劫殺陣2：車諾比之心》：命名為「M10 Gordon」，.45 ACP口徑，槍托長期處於收縮位置，只能全自動射擊。

### 動畫
- 1998年—《星際牛仔》
- 2001年—《NOIR》
- 2002年—：普遍的由黑幫成員和犯罪份子所使用。
- 2003年—《神槍少女》：由喬瑟和多名恐怖份子所使用。
- 2006年—《名偵探柯南：偵探們的鎮魂歌》：由怪盜基德所使用。
- 2008年—《蝙蝠俠：高譚騎士》
- 2009年—《幻靈鎮魂曲》：由華裔黑幫所使用。
- 2009年—《肯普法》：由山川 涼花所使用。
- 2014年—《刀劍神域II》：「幽靈子彈」篇中由一名Bob參賽者所使用。
- 2015年—《下流梗不存在的灰暗世界》：由內衣盜賊組織「布料成群」於「42輛巴士挾持人質事件」中所使用，其中一枝為真槍，其他都是氣槍。
- 2014年—第二话：♠5《捉迷藏》游戏中，鬼所使用的武器。

### 小說
- 1996年—《大逃殺（小說版）》：原為男子10號笹川龍平的分配武器，後來被桐山和雄奪槍。

### 漫画
- 2010年—：♠5《捉迷藏》游戏中，鬼所使用的武器。

## 資料來源
1. 1 2  （日語）—http://mgdb.himitsukichi.com/pukiwiki/?cmd=read&page=AAI%20M10&word=MAC%2010%5B%5D
2. ↑  Future Weapons, Kevin Dockery, pages 213–215.
3. 1 2 3 4 5 6 7 8 9  Jones, Richard. . Jane's Information Group. 2009: 139, 893. ISBN 0710628692.
4. 1 2  .   [2013-03-21]. （原始内容存档于2020-11-08）.
5. ↑  .   [2009-01-29]. （原始内容存档于2019-06-04）.
6. 1 2  .   [2009-11-04]. （原始内容存档于2009-01-01）. 外部链接存在于|title= (帮助)
7. ↑  .   [2010-03-10]. （原始内容存档于2020-10-29）.
8. ↑  .   [2009-01-29]. （原始内容存档于2009-01-08）.
9. ↑  .   [2009-01-29]. （原始内容存档于2020-12-01）.
10. ↑  .   [2009年1月29日]. （原始内容存档于2009年4月29日）.
11. ↑  .   [2009-01-29]. （原始内容存档于2016-03-04）.
12. ↑  .   [2009-01-29]. （原始内容存档于2020-12-08）.
13. ↑  08:26. . Zonamilitar.com.ar.   [2009-11-05]. （原始内容存档于2009-01-31）.
14. 1 2 3 4 5 6  Brassey's Infantry Weapons of the World, 1950-1975, J.I.H Owen (1975), p. 45
15. ↑  Diez, Octavio (2000). Armament and Technology. Lema Publications, S.L. ISBN 84-8463-013-7.
16. ↑  有一批數量不詳的9毫米口徑MAC-10是由第五部門火器有限公司所生產的，第五部門火器有限公司所製造的MAC-10採用和烏茲衝鋒槍一樣外型的握把和彈匣釋放按鈕）
17. ↑  Long, Duncan. . Boulder, Colorado: Paladin Press. 1989: 25–31. ISBN 978-0873645232.
18. ↑  . codm.garena.tw.   [2022-03-31].

## 外部連結
- （英文）—EnemyForces.com—Ingram MAC - 10/11 （页面存档备份，存于）
- （英文）—Modern Firearms—Ingram MAC Model 10 / M10 and Model 11 / M11 submachine guns （页面存档备份，存于）
- （英文）—Weapon.ge—MAC Ingram M10 / M11 （页面存档备份，存于）
- （英文）—MAC-10 History Lesson （页面存档备份，存于）
- （英文）—The MAC-10 in film （页面存档备份，存于） at the Internet Movie Firearms Database （页面存档备份，存于）
- （英文）—Security Arms—Ingram sub-machine gun （页面存档备份，存于）
- （英文）—Nazarian`s Gun`s Recognition Guide Mac 10 Silenced (MPEG video) （页面存档备份，存于）
- （英文）—Masterpiece Arms （页面存档备份，存于） official website
- （英文）—weaponsystems.net—MAC-10 （页面存档备份，存于）
- （英文）—Military, Security and Civilian Guns and Equipment—Ingram MAC-10 (M10) （页面存档备份，存于）
- （英文）—The Firearm Blog.com—
  - Photos of rapper’s illegal firearms （页面存档备份，存于）
  - Gold plated “Special Forces” Mac 10 （页面存档备份，存于）
  - Masterpiece Arms .460 Rowland （页面存档备份，存于）
  - MasterPiece Arms MPA22-T Pistol （页面存档备份，存于）
  - Homemade MAC-10? （页面存档备份，存于）
  - Cali Legal Mac-10 Carbine from Masterpiece Arms （页面存档备份，存于）
  - Masterpiece Arms MAC-10 in 5.7x28mm （页面存档备份，存于）
  - POTD: MAC-10 Fun （页面存档备份，存于）
  - ‘The MAC-10 Was an Over-Hyped Hunk of Junk’ （页面存档备份，存于）
- （英文）—The Truth About Guns.com—What's All The Fuss About Dept: The MAC-10 （页面存档备份，存于）
- （英文）—Tactical-Life.com—
  - MASTERPIECE ARMS New MAC-10 Handgun （页面存档备份，存于）
  - MASTERPIECE ARMS Side-Cocking MAC-10 （页面存档备份，存于）
  - Masterpiece Arms’ Defender Series | MPA30T-A 9mm & MPA10T-A .45 ACP Pistols （页面存档备份，存于）
  - New Haven, CT gun buyback brings in “Mac-10 military rifle.”  （页面存档备份，存于）
  - Wooden Mac 10 SMG Rubber Band Gun （页面存档备份，存于）
- （俄文）—Энциклопедия Вооружений－Ingram M10 & Ingram M11 （页面存档备份，存于）
- （英文）—YouTube上的Video review
- （英文）—YouTube上的MAC-10 firing
- （日語）—YouTube上的Video of operation (MAC-11)
- （简体中文）—D Boy Gun World（槍炮世界）—英格拉姆M10、M11冲锋枪 （页面存档备份，存于）
- （简体中文）—《轻兵器》—
  - 英格拉姆M10和M11冲锋枪 （页面存档备份，存于）
  - 英格拉姆冲锋枪重装上阵：杰出武器公司MPA系列 （页面存档备份，存于）
- （繁體中文）—人民網—美國英格拉姆M10式沖鋒槍 （页面存档备份，存于）
- （繁體中文）—Civilian Gunner—Ingram M10 USA （页面存档备份，存于）